# 洞穴獄鐘
洞穴獄鐘（英語：Hells bell）是一種空心鍾形或圓錐形的碳酸鹽結構，長度可達 2 米（6 英尺 7 英寸）。 它們是在墨西哥尤卡坦半島金塔納羅奧州的El Zapote cenote水下首先發現的； 其他洞穴中也有類似的構造。這些結構，在一定的深度範圍內，能覆蓋了整個洞穴表面，包括被淹沒的樹乾和其他洞穴獄鐘，但它們從不相互接觸。
洞穴獄鐘是洞穴沉澱物之一，它的成因尚未完全理解，似乎是通過洞穴中的水、微生物和洞穴獄鐘錶面之間的複雜作用形成的。 這個名字也指一首同名歌曲。

### 外觀
洞穴獄鐘被發現時在水下 29-35 米（95-115 英尺）深處，呈圓錐形、類似於鍾、燈罩、舌頭、喇叭或懸掛的樹幹 ， 其錐形.或鐘形向下擴寬。幾乎覆蓋了洞穴的整個表面區域，包括地表上的樹幹。 有時洞穴獄鐘成堆在一起，但相鄰表面總是分開的。 其表面常覆蓋著不規則的堆積物，形狀如同顆粒、結節、突起、膿皰，和因暴露在空氣中而產生的流石。所以表面通常不光滑。 也有一些是“氣泡軌跡” 的結構；這些是由二氧化碳氣泡在石灰石上溶蝕的遺跡。 
洞穴獄鐘通常呈橢圓形或圓形，下緣是水平的，通常有一個橫向間隙，使它們呈現出像馬蹄形輪廓；馬蹄形的開口總是面向洞穴的牆壁，一般來說，洞穴獄鐘在生長時往往會遠離障礙物。 鐘的開口角度在其整個長度上通常是相同的。 它們的長度可以超過 2 米（6 英尺 7 英寸），寬度可以達到 0.8 米（2 英尺 7 英寸）， 而它們的鐘壁厚度可達 3 厘米（1.2 英寸）。 在樹幹上形成的鈴鐺較小，形狀類似於陽台。 在橫切面看，洞穴獄鐘是分層的，白色，黃色到棕色層部分由葉片狀方解石晶體形成，長度可達 1 厘米（0.39 英寸），部分由非結晶層形成。 在一些較淺的洞穴獄鐘，表面有氧化錳，形成棕色塗層。 
洞穴獄鐘在El Zapote天坑 (cenote)内，這是一個裝滿水的垮塌洞穴，54 米深（177 英尺）， 60–100 米（200– 330 英尺）寬 。在洞穴的底部有一個碎片堆。 是被強雨冲入天坑的樹葉和其他植物殘骸，包括一些長達 8 米（26 英尺）樹幹 。這個天坑像一個豎井，在地表面的寬度約為 8.7 x 10.8 米（29 英尺 × 35 英尺），而水下洞穴的寬度超過 100 米（330 英尺）；坑底沒有流動水流。像 El Zapote 這樣的天坑在地區很普遍，多由洞穴坍塌形成的。

### 形成過程

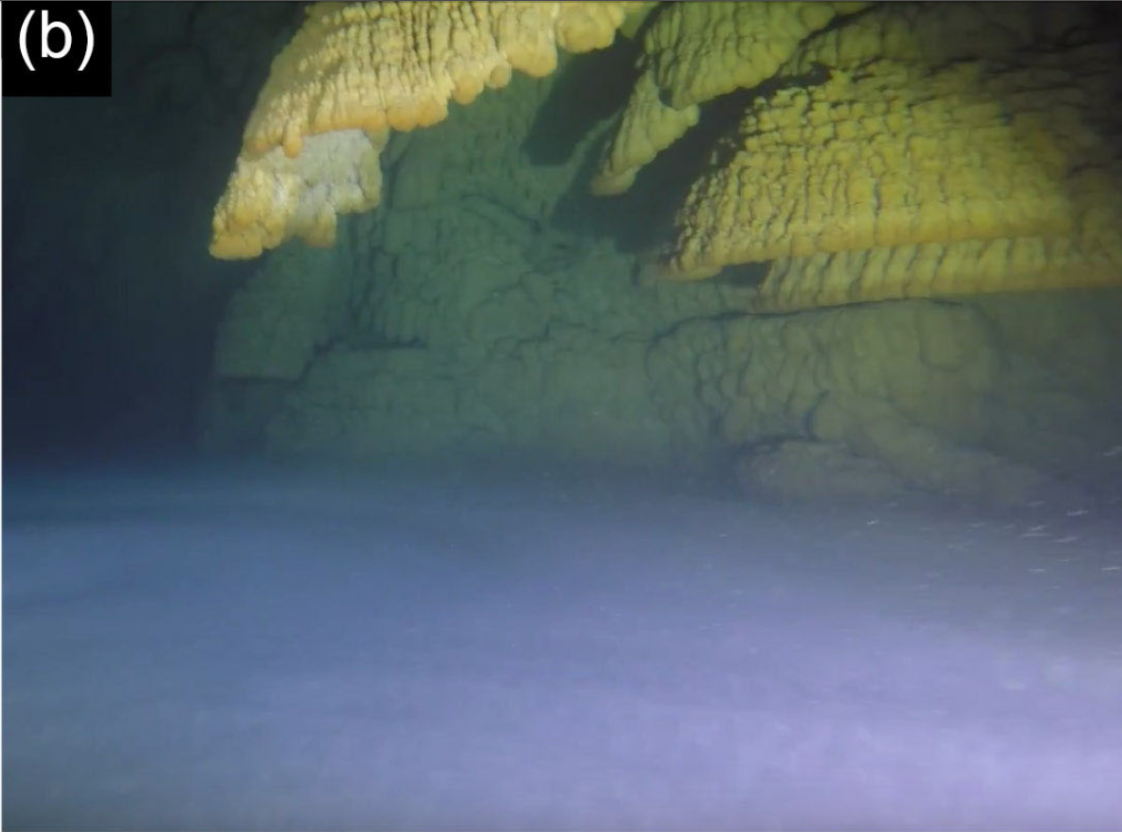
洞穴獄鐘聲在一層渾水之上

洞穴中的碳酸鹽沉積物（碳酸鹽洞穴）通常是由於水中二氧化碳的蒸發逸出導致水中方解石過飽和而沉積形成的。 但水下沉積碳酸鹽也是已知的，是通過生物和物理化學過程形成。 洞穴獄鐘是屬於這種水下形成的類型，因為它們未曾暴露在空氣中。
鄰近的天坑也有類似洞穴獄鐘的結構，但它們比 El Zapote 的小。但在而尤卡坦 和世界其他地方， 沒有類似的結構，原因未知，可能需要特殊的水文條件才能形成。 但洞穴獄鐘所屬的“folia”碳酸鹽結構 卻在世界上分佈很廣泛。
洞穴獄鐘的生長從半球形芽的開始，然後向下生長成圓錐形，一旦達到 3-4 厘米（1.2-1.6 英寸）的長度和 4 厘米（1.6 英寸），內側的方解石堆積就停止。 洞穴獄鐘的生長是不穩定的，有時慢，快甚至停止生長交替出現 ，由於在洞中缺乏水流，化學物質在水中的傳輸主要是靠擴散作用。 根據放射測年表明，洞穴獄鐘生長於全新世中期和晚期， 從 5,200 多年前開始，一直到今天；水在當時已經被淹沒洞穴。 
尤卡坦的洞穴内部水有來自海水的鹹地下水和來自降水的地下淡水； 淡水和鹹水之間為混合層（鹽躍層）。 在cenotes 的天坑，其洞穴水系統與大氣相連； 通常較舊的天坑有渾濁、停滯的水，分爲有富氧和貧氧層。 例如在El Zapote天坑中，富氧曾在鹽躍層以上，以下為貧氧層
而淡水層含有氧氣 鹽水層可能 也可能不含氧氣。
在 El Zapote，洞穴獄鐘的成長限制在鹽躍層和上面的淡水層； 也不能在能溶解方解石的水層内成長。洞穴獄鐘的向下生長受到鹽躍層的限制。它們生長區域與氧化還原邊界有關，而此邊界又受由微生物新陳代謝所產生的硫酸鹽和硝酸鹽 所控制，因此這邊界也受降雨量變化而上下移動。 在 El Zapote 洞穴，此邊界的緩慢下降也增進洞穴獄鐘的生長,
至於其他化學因素能影響洞穴獄鐘的生長，由於缺乏水文化學數據，未知。

### 生物起源說
在El Zapote 和 Hells Bells 中，所含的微生物生態系統很多，包括化能自养生物, 異營生物 及混營生物等細菌物種。 這些物種能依賴代謝氫、各種氮化合物、氧和各種硫化合物而生存。 在新陳代謝中這些物種通過1）消耗二氧化碳影響洞穴獄鐘的生長. 2）也能在硫和氮氧化還原過程的影響下，通過消耗氮造成酸性中性化合物，因而促進方解石的沉積 ,3）在洞穴獄鐘表面形成生物膜，通過生產可以濃縮鈣的有機聚合物。
微生物活動能產生沉積層，類似於一些淡水疊層石。 但連接方解石的沉澱與生物活動尚無法證實。 但在水層中硫化合物的氧化會被酸化，從而阻止洞穴獄鐘的生長，若鄰近的洞穴獄鐘消耗溶解的方解石也是如此； 這或許可以解釋為什麼洞穴獄鐘可以遠離障礙。
目前對洞穴獄鐘的形成過程屬高度推測性的，而且非生物機制也是可能的。 根據二氧化碳氣泡理論，在上升的氣泡若含有二氧化碳， 就會侵蝕氣泡附近的石灰岩，造成鈣的過飽和水層，因而沉澱出石灰岩。這些石灰會沉澱在被困住的氣泡的邊緣，引發了洞穴獄鐘的形成。 石灰岩本省也被鹽躍層的波動進行侵蝕，進一步提供的石灰岩的沉澱物質 。
由於洞穴獄鐘的生長受水的分層控制，它們的深度和生長歷史可用於推斷鹽躍層的位置，進而推斷以前的降水率； 然後來推斷過去的氣候。 此外，由於洞穴獄鐘的黑暗、淹沒的生態系統，可以被用來研究早期地球生命的發展， 當時的生命是受電離和紫外線輻射的限制。
El Zapote cenote 也是首次發現地懶屬 Xibalbaonyx 的地方， 這種新近紀期間的地面樹懶是美洲大型動物之一，它的化石在中美洲很少。 但在水坑的地板上發現此動物的殘骸.